# Генадий Мелнишки
Генадий е български православен духовник, мелнишки епископ на Българската патриаршия, игумен на Троянския манастир.

## Биография
Роден е на 12 февруари 1955 година в ямболското село Голям манастир със светското име Георги Петров Вълчев. През 1969 година завършва основно образование в Трявна. От 1980 до 1985 година завършва Софийската духовна семинария, а през 1991 година – Духовната академия „Свети Климент Охридски“ в София.
Подстриган е за монах на 9 март 1978 година във Врачешкия манастир от митрополит Григорий Ловчански. На 25 декември 1978 година в „Света Неделя“ в Ловеч митрополит Григорий го ръкополага за йеродякон, а на следния ден за йеромонах и Генадий постъпва в Гложенския манастир, на който от 1 април 1980 година до 1981 година е игумен. От 1981 до 1998 година е игумен на Чекотинския манастир „Свети Архангел Михаил“. На 9 март 1986 г. по решение на Светия Синод е възведен в архимандритско достойнство от митрополит Григорий. През 1989 – 1991 година е делегат на Светия синод като изпълняващ длъжността директор на Синодалния производствен комплекс „Илиенци“ в София и същевременно е директор на Манастирско-производствена дейност към Чекотинския манастир.
На 10 октомври 1992 година е ръкоположен за епископ от разколническия Алтернативен синод. От 1 октомври 1998 г. по решение на Всеправославния събор е канонически приет в единството на Българската православна църква като епископ с титлата Мелнишки. От 10 декември 1998 година е делегат на Светия синод и изпълняващ длъжността игумен на Троянския манастир.
Умира на 26 май 2008 година в София. Погребан е в Правец по негово желание.